# Sân bay Sacheon
Sân bay Sacheon là một sân bay ở Sacheon, Hàn Quốc (IATA: HIN, ICAO: RKPS). Sân bay phục vụ thành phố Jinju. Năm 2006, có 224.792 lượt khách thông qua tại sân bay Sacheon. Lưu trữ ngày 29 tháng 9 năm 2007 tại Wayback Machine
Nhà máy của Korea Aerospace Industries (Công ty công nghiệp hàng không Hàn Quốc) nằm ở đây.

## Hãng hàng không và tuyến bay
| Hãng hàng không | Các điểm đến      |
| --------------- | ----------------- |
| Asiana Airlines | Jeju              |
| Korean Air      | Jeju, Seoul-Gimpo |